# Histiotus
Histiotus é um gênero de morcegos da família Vespertilionidae.

## Espécies
- Histiotus alienus Thomas, 1916
- Histiotus diaphanopterus Feijó, 2015
- Histiotus humboldti Handley, 1996
- Histiotus laephotis Thomas, 1916
- Histiotus macrotus (Poeppig, 1835)
- Histiotus magellanicus Philippi, 1866
- Histiotus montanus (Philippi e Landbeck, 1861)
- Histiotus velatus (I. Geoffroy, 1824)